# 佐藤元長
佐藤 元萇（さとう げんちょう、文政元年（1818年） - 明治30年（1897年）8月7日）は、日本の医師。江戸幕府医学館教授。森鷗外の漢詩、漢文の師である。号は応渠。

## 生涯
父は佐藤重俊である。陸奥国会津に生まれ、会津藩藩主松平容保の侍講を務めた高津淄川に学んだ。江戸詰御医師として五人扶持を給され、藩邸を拠点に多紀元堅（多紀茝庭）から医学を学ぶ。佐藤は多紀塾の塾頭に進んだ。黒船来航後に種痘を学び、郷里で施術を行っている。安政4年（1857年）に幕命によって医学館医書校正となり、講師を経て教授に進んだ。文久3年（1863年）には征夷大将軍徳川家茂に拝謁し、袋杖登城を許された。藩命により幕末の京へも赴いている。維新後は千住で医業を営んだほか、私塾を開いて近在の子供たちを教育した。のち茨城県下妻町で病院長を務める。墓所は池上本門寺。

## 森鴎外との関係
明治5年に佐藤と旧知の仲であった森静男一家が上京し、静男はその男子を佐藤に入門させる。当時13歳のこの少年が、のちの森鷗外であった。鴎外の漢学関係の師としては依田學海もおり、依田は鴎外の漢文、佐藤は漢詩の能力を高めた。

## 著作等
- 『感詠一貫 初篇巻一』（題字徳川慶喜[2]）
- 『感詠一貫 二篇』（題字松平容保[2]）
- 『近世孝子伝』（佐藤元萇校）
- 『糜廩録』（安藤昌益と千住宿の関係を調べる会事務局 編）